# Lilly Martin Spencer
Lilly Martin Spencer, nascida Angelique Marie Martin, (Exeter, 26 de novembro de 1822 – Nova York, 22 de maio de 1902), foi uma das pintoras de gênero femininas norte-americanas mais populares e amplamente reproduzidas em meados do século XIX. Ela pintou principalmente cenas domésticas, pinturas de mulheres e crianças em uma atmosfera calorosa e feliz, embora ao longo de sua carreira ela também viesse a pintar obras de vários estilos e assuntos, incluindo retratos de indivíduos famosos como a sufragista Elizabeth Cady Stanton. Embora ela tivesse um público para seu trabalho, Spencer teve dificuldades para ganhar a vida como pintora profissional e enfrentou problemas financeiros durante grande parte de sua vida adulta.

## Biografia

### Primeiros anos
Lilly Martin Spencer nasceu em Exeter, Inglaterra, de pais franceses Gilles Marie Martin e Angelique Perrine LePetit Martin. Em 1830, quando Lilly tinha oito anos, sua família imigrou para Nova York, onde permaneceram por três anos antes de finalmente se mudarem para Marietta (Ohio). Lá, Lilly foi educada em casa por seus pais altamente educados e começou o que seria sua longa carreira como artista. Seus primeiros esforços artísticos foram "semelhanças de toda a casa, em posturas realistas e características, tão verdadeiras a ponto de serem reconhecidas imediatamente por todos que as conheciam". Essas semelhanças foram desenhadas nas paredes da casa da família. Em vez de ser repreendida, Lilly foi encorajada em seu amor pela arte por seus pais, cujas tendências reformistas — sua mãe era seguidora do socialista utópico Charles Fourier — incluíam uma crença em mais oportunidades para as mulheres. Ela continuou a desenhar e seu trabalho era tão impressionante que "senhoras e cavalheiros começaram a visitar frequentemente a fazenda para julgar por si mesmos essas imagens alardeadas. Os comentários de admiração estimularam sua ambição e aumentaram sua indústria; mas a dificuldade de obter materiais adequados e a falta de um professor competente retardaram seu progresso".